# Модельный риск
Модельный риск (англ. Model risk) — риск возникновения убытков в результате использования недостаточно точных моделей для принятия решений, первоначально и часто в контексте оценки ценных бумаг. В последнее время понятие модельного риска начинает использоваться и в других видах деятельности, таких как присвоение потребительских кредитных баллов, прогнозирование вероятности мошеннических операций с кредитными картами в реальном времени и вычисление вероятности того, что пассажир воздушного рейса является террористом.

## Причины реализации
Убытки в результате реализации модельного риска могут быть вызваны ошибками в принятых допущениях, банальной небрежностью или намеренной недооценкой риска или переоценкой прибыли. Ниже перечислены причины реализации модельного риска.

### Допущение постоянной волатильности
Принятие волатильности как постоянной величины является наиболее частой ошибкой при построении моделей. Например, волатильность индекса S&P 500 в начале июля 2007 года составляла около 15 %, но к концу месяца превысила 30 %. Также в сентябре 2008 года значение индекса волатильности VIX на бирже CBOE составляло около 30 %, а всего через две недели — после банкротства Lehman Brothers — выросло до 80 %. Наиболее точными являются модели оценки опционов, учитывающие непостоянный характер волатильности. Однако применение таких моделей является значительно более ресурсозатратным с точки зрения вычислительных мощностей.

### Допущение нормального распределения доходностей
Зачастую трейдеры принимают распределение доходностей нормальным, тогда как в реальности в них присутствуют «толстые хвосты».

### Недооценка количества риск-факторов
Для простых финансовых продуктов могут быть применены относительно простые однофакторные модели. Сложные деривативы, например, со встроенной опциональностью, требуют применения сложных моделей с несколькими факторами.

### Допущение совершенного рынка капитала
Многие рынки OTC даже в финансово развитых странах не являются совершенными: деривативы на них не торгуются публично, тем самым их хеджирование затруднено. Реальные рынки связаны с такими ограничениями, как транзакционные издержки и невозможность непрерывного трейдинга (из-за выходных, праздников и прочих причин). Ещё более далеки от совершенных рынки в развивающихся странах.

### Допущение ликвидных рынков
Модельный риск может быть реализован, если не учтено движение рыночной цены актива при исполнении особо крупной сделки (так называемая эндогенная ликвидность). Особенно риск ликвидности возрастает в кризисные периоды.

## Некорректное применение моделей
Даже если модель корректна, её некорректное применение может привести к реализации модельного риска. Одним из примеров является недостаточное количество выполненных симуляций Монте-Карло или слишком большие временные шаги.
Для расчёта сложных деривативов необходимо использовать актуальные значения входных данных: котировок, волатильностей и корреляций. Обновление рыночных данных может выполняться либо на периодической основе, либо при существенных движениях рынка. Как было указано выше, учитывание в распределении «толстых хвостов» также имеет существенное значение.
К наиболее частым ошибкам при использовании моделей относятся:
- Некорректные (устаревшие/неактуальные) рыночные данные;
- Некорректная выборка по времени: увеличение количества наблюдений способно увеличить статистическую мощность, но также повысит вес устаревших данных;
- Некорректный учёт рыночной ликвидности.

## Меры по снижению риска (митигация)
Модельный риск может быть снижен благодаря инвестированию в дополнительную разработку моделей, либо внедрению процесса независимой проверки выбора и построения моделей. Последняя состоит из 6 этапов проверки:
1. Документация по модели должна описывать (i) предположения, на основании которых построена модель (ii) математическое описание модели; (iii) описание сделки; (iv) особенности реализации.
2. Целостность (англ. Soundness): модель должна использоваться для прайсинга непосредственно того инструмента, для которого она предназначена.
3. Независимый доступ к рыночным данным: подразделение мидл-офиса должно иметь независимый доступ к рыночным данным.
4. Выбор бенчмарка: в ходе проверки должно быть выполнено сравнение с оценкой стоимости бенчмарка.
5. Проверка работоспособности и стресс-тестирование (англ. Health check, stress test): модель должна содержать все необходимые параметры и свойства. Также модель должна быть подвергнута стресс-тестированию для определения диапазонов значений, в которых может быть выполнен наиболее точный прайсинг.
6. Внедрение модельного риска в единую систему управления рисками: модельный риск должен управляться в рамках единой системы (фреймворка), что подразумевает периодическую переоценку моделей.

## Примеры реализации в финансовой сфере
- NatWest — опционы на процентную ставку и свопционы — неверное описание модели[2][3]:1.
- Банк Токио-Мицубиси — опционы на процентную ставку и свопционы[4][3]:1.
- LTCM — некорректная модель VaR.
- Barclays de Zoete Wedd (BZW) — валютные опционы[5].